# Buchheim
Buchheim è un comune tedesco di 742 abitanti,, situato nel land del Baden-Württemberg.